# KutatóCentrum
A KutatóCentrum online piackutató cég és adafelvételi szolgáltató 2003-ban jött létre a Hírek Médián belül. Az online piackutató nevéhez fűződik többek között az E-Mail Marketing Report, mely hazánkban az első olyan átfogó felmérés volt, mely az e-mailezési szokásokat, a jóváhagyott reklámüzenetekkel és online hírlevelekkel kapcsolatos attitűdöket vizsgálta.

## Történet
A KutatóCentrum elődje 2003-ban jött létre a Hírek Média online médiavállalkozáson belül, majd 2007-ben önálló üzletággá szerveződött. A piackutató cég jelenlegi vezetője, Barcza Enikő is 2007-ben csatlakozott a KutatóCentrumhoz, és még ugyanebben az évben az üzletág vezetője lett. A KutatóCentrum 2007-ben belépett a piac- és közvélemény-kutató cégeket tömörítő ESOMAR-ba (Barcza Enikő egyéni tagsága révén), majd 2008-ban a PMSz-be. Barcza Enikőt 2009-ben a PMSz elnökségébe is beválasztották, majd 2011-ben újraválasztották.
A KutatóCentrum 2008-ban vezette be első márkázott kutatását, az E-Shopping Reportot, mely az online vásárlási szokásokat térképezi fel. Ezt 2009-ben az E-Mail Marketing Report követte.

## Online kutatási panel
Az online piackutatások lebonyolításához a piackutató cég saját online kutatási panelt épített, melynek tagszáma 2008 év végére elérte a 75 ezer főt, 2011-ben pedig meghaladta a 130 ezer főt.

## Szolgáltatások
- Szolgáltatások vállalatoknak:
  - Ügyfélpanelek építése
  - Kutatások lebonyolítása ügyfélpaneleken
  - Teljes körű ad hoc és tracking kutatások
  - Villámkutatások
  - Desk reserch elemzések
  - Marketing tanácsadás
- Szolgáltatások piackutatóknak:
  - Online adatfelvétel
  - Kérdőív programozás, hostolás
  - Szakfordítás

## Tagságok, minősítések
- ESOMAR (European Society for Opinion and Market Research)
- PMSz (Piackutatók Magyarországi Szövetsége)
- PPOS (Privacy Policy Online Services)

## Külső hivatkozások
- A KutatóCentrum hivatalos weboldala